# Майер, Александр Александрович (генерал-майор)
Алекса́ндр Алекса́ндрович Ма́йер (5 [17] мая 1858; Санкт-Петербург, Российская империя — 1919; Пошехонье-Володарск, Пошехонский уезд, Ярославская губерния, РСФСР) — генерал-майор флота, участник Ахал-текинской экспедиции и Первой мировой войны, а также один из руководителей восстания бело-зелёных против большевиков в 1919 году (расстрелян). Военный писатель, мемуарист.

## Биография
Родился 5 (17) мая 1858 года в семье военного. Православного вероисповедания. Вступил в службу в 1876 году. Воспитание получил в Морском кадетском корпусе, из которого был выпущен гардемарином 1 мая 1879 года.
Будучи гардемарином Каспийского экипажа в составе морской батареи картечниц участвовал в Ахалтекинской экспедиции 1880—1881 годов под началом генерал-лейтенанта М. Д. Скобелева. Был назначен помощником командира сформированной для похода Морской батареи (2 пушки и 4 картечницы) лейтенанта Шеймана. Во время похода участвовал в рекогносцировках. Под Геок-Тепе расчёт картечницы под руководством Майера отразил атаку многочисленного противника. Командующим войсками М. Д. Скобелевым, высоко оценившим действия картечниц Морской батареи в целом, Майер за храбрость был представлен к знаку отличия Военного ордена 4-й степени.
В ночь на 10 января 1881 года возглавил команду из 15 матросов для минирования крепостной стены, но безуспешно. Вторая попытка в ночь на 11 уже увенчалась успехом. В ночь на 12 января перед решающим штурмом Майер, вызвавшийся добровольцем для производства взрыва, не успел уйти на достаточное расстояние от заряда и в результате взрыва получил тяжёлую контузию. Взрывной волной его подбросило вверх. После падения у Майера из левого уха и носа полилась кровь. Матросам под прикрытием роты 81-го Апшеронского пехотного полка удалось его вынести и доставить на перевязочный пункт. В тот же день принял участие в штурме цитадели. В колонне полковника П. А. Козелкова в первых рядах под началом Майера шли матросы Балтийского флота. В нескольких шагах от пролома в стене он получил тяжёлое пулевое ранение в лицо. Пуля, выпущенная со стены текинцем, повредила Майеру челюсть и, пройдя близ горла, вышла подмышкой. Был представлен к награждению знаком отличия Военного ордена 3-й степени, но получил его лишь в 1882 году, будучи уже в обер-офицерском чине мичмана (со старшинством от 1880 г.), кавалером ордена Святого Владимира 4-й степени с мечами и бантом.
После Ахал-текинской экспедиции Майер некоторое время продолжал служить на флоте мичманом на пароходе «Тамань», но вскоре перешёл на службу в Министерство внутренних дел в Комитет Рыбинской речной полиции Ярославской губернии. По состоянию на 1889 год в чине капитана 2-го ранга — полицмейстер, начальник Рыбинской речной полиции. С 1906 года указывается в той же должности в чине капитана 1-го ранга. В 1907 году вышел в отставку с награждением за успешную деятельность чином генерал-майора, оставаясь при этом начальником Рыбинской речной полиции. Был членом отделения Императорского российского общества спасания на водах. В 1910 году упоминается как атаман спасательной станции.
После начала Первой мировой войны Майер 1 сентября 1914 года по собственному прошению был восстановлен в службе с прежним чином капитана 1-го ранга. При этом, состоя в Военно-морском флоте, за ним Рыбинский биржевой комитет сохранял должность начальника речной полиции на протяжении почти всей войны. На основании Высочайшего повеления от 23 декабря 1913 года Майеру 1 января 1915 был присвоен чин генерал-майора флота. До 1916 года состоял во 2-м Балтийском флотском экипаже.
В июне 1919 года Майер был одним из руководителей восстания бело-зелёных, выступавших против большевиков. В результате мобилизации мужского населения в Давыдковской, Югской и смежных с ними волостей численность восставших составила до 4 тысяч человек, вооружённых частью различным огнестрельным оружием, а частью вилами и топорами. В ночном бою с 7 на 8 июля под селом Давыдково повстанцы потерпели жестокое поражение от отряда Губчрезвычкома численностью в 575 штыков при 12 пулемётах и 2 орудиях. Незначительные боестолкновения продолжались до 15 июля. После окончательного в тот день подавления восстания Майер был расстрелян.
Был женат, брак расторгнут. Имел двух детей.

## Очерки Александра Майера
В «Кронштадтском вестнике» Майером были опубликованы очерки об Ахал-текинской экспедиции 1880―1881 годов. В 1886 году они вышли отдельным изданием, посвящённым памяти «Белого генерала и товарищей, павших под стенами Геок-Тепе» под заглавием «Год в песках. Наброски и очерки Ахал-текинской экспедиции. (Из воспоминаний раненого)», которое было отмечено отзывами в таких журналах как «Вестник Европы», «Новь» и «Северный вестник».
В книге Майера нет полного и последовательного описания той экспедиции. Она представляет собой ряд наиболее любопытных и характерных эпизодов той войны, в которых автор принимал участие лично. Тем не менее, как отмечалось в рецензии «Исторического вестника» на его книгу, из всех авторов воспоминаний об Ахал-текинской экспедиции на тот момент, Майер был наиболее субъективен. Там же было отмечено, что

«для характеристики полной исторической эпохи такие воспоминания, как, например, книга Майера, имеют несомненное значение и интерес, где на нескольких страницах штатский читатель найдёт для себя много нового, оригинального и даже поучительного».— Критика и библиография // Исторический вестник, 1886.
По мнению Л. Г. Левтеевой,

«Отсутствие тенденциозности, непритязательность и простота в изложении делают воспоминания А. А. Майера одним из интересных источников второй ахалтекинской экспедиции».— Л. Г. Левтеева. Присоединение Средней Азии к России в мемуарных источниках. 1986.
В 1895 году вышло второе издание книги Майера. В 1998 году его очерки были переизданы Военным издательством.

## Награды
| Отечественные - Знак отличия Военного ордена 4-й степени (№ 44756, 1880) - Знак отличия Военного ордена 3-й степени (№ 4298, 12.01.1881, вручён в 1882 г.) - Орден Святого Владимира 4-й степени с мечами и бантом (1881) - Орден Святого Станислава 2-й степени (1891) - Орден Святой Анны 2-й степени (1893) - Орден Святого Владимира 3-й степени (1899) - Мечи к ордену Св. Владимира 3-й ст. (27.11.1916) Медали - Серебряная медаль «За взятие штурмом Геок-Тепе» (1882) - Золотая медаль «За спасение погибавших» (1890) - Светло-бронзовая медаль «В память 200-летия морского сражения при Гангуте» (1915) | Иностранные - Орден святого Саввы 3-й степени (Сербия, 1914) Медали - Косовская медаль (Сербия, 1914) |

## Память
В память об Александре Майере был установлен стенд на Аллее Героев в Брейтовском районе Ярославской области, открытого 29 июля 2017 года в рамках празднования Дня Военно-Морского флота.